# Dromcolliher
Dromcolliher (auch: Drumcollogher, irisch Drom Collachair, deutsch: (Berg)rücken [des] Haselnussholzes) ist ein Dorf im County Limerick im Westen der Republik Irland mit 509 Einwohnern (Stand 2022).

## Lage
Dromcolliher liegt etwa 17 Kilometer südöstlich von Newcastle West. Im Ort kreuzen sich die R515 und die R522.

## Dromcollogher Burning
Am 5. September 1926 brannte eine Fachwerkscheune, die zu einem Kino umfunktioniert wurde, ab, als eine Kerze eine Filmrolle entzündete. Dabei starben 48 Menschen.

## Sehenswürdigkeiten
- Molkereimuseum[3]
- St. Bartholomew’s Church von 1824
- Tullylease Church, Kirchruine, die vier Kilometer südwestlich gelegen.

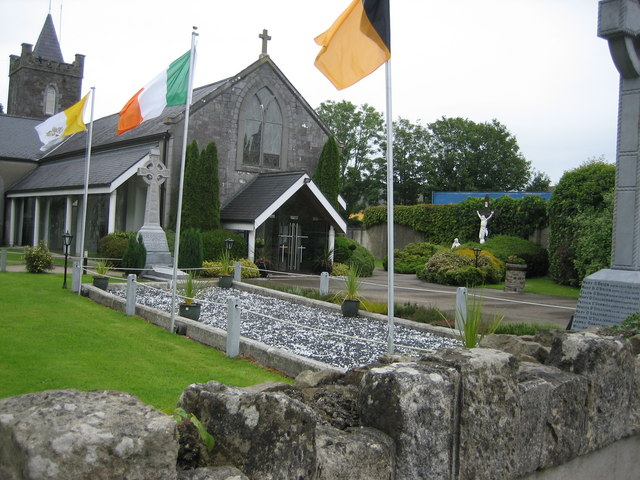
St. Bartholomew’s Church

## Festival
Anfang Juli findet jedes Jahr der Dromcolliher Carnival statt.